# Tombak
Tombak er en meget duktil (strækbar) messing legering. Messing består primært af kobber og zink og tombak kendetegnes af et højt kobberindhold på ca. 80-90 %. Farven varierer fra rødlig til gylden. Korrosionsbestandigheden er god. 

## Anvendelser
Legeringen anvendes til bælge. Den finder også fra tid til anden anvendelse i arkitekturen, hvor Tietgenkollegiet i Ørestaden i København og Diakonissestiftelsens Hospice er illustrative eksempler fra moderne tid. 